# Монтегранаро (Фермо)
Монтегранаро (итал. Montegranaro) насеље је у Италији у округу Фермо, региону Марке.
Према процени из 2011. у насељу је живело 11493 становника. Насеље се налази на надморској висини од 207 м.

## Становништво
| 1931. | 1936. | 1951. | 1961. | 1971.  | 1981.  | 1991.  | 2001.  | 2011.  |
| ----- | ----- | ----- | ----- | ------ | ------ | ------ | ------ | ------ |
| 5.358 | 5.429 | 5.757 | 7.545 | 10.609 | 12.484 | 12.688 | 12.860 | 13.153 |